# Jardines de Orive (Córdoba)
Los jardines de Orive es un parque urbano de Córdoba (España), situado entre la calle Pedro López y la plaza de Orive.
Los jardines fueron inaugurados en el año 2004, creados a partir de diferentes huertas pertenecientes al palacio de los Villalones, también conocido como palacio de Orive, y a los antiguos huertos del convento de San Pablo. Es uno de los primeros espacios verdes con los que cuenta el casco histórico desde hace siglos. 

## Historia
En excavaciones realizadas en 1992 en los jardines se hallaron restos del circo romano y un conjunto de casas de época almohade que conservaban decoración en sus muros. Con la conquista castellana de la ciudad por el monarca Fernando III en 1236, este espacio fue cedido para la construcción del convento de San Pablo y los monjes lo destinaron a huerto. Con la desamortización de Mendizábal en 1835, el convento se convirtió en un cuartel militar, que más tarde fue abandonado y finalmente se ordenó su demolición en 1848, dejando únicamente en pie la iglesia de San Pablo que continúa en la actualidad. La denominación de jardines de Orive se produjo debido a que este espacio hortícola fue adquirido por los propietarios del palacio de Orive, ubicado junto al mismo.
En 1992 el Ayuntamiento de Córdoba adquirió el palacio de Orive y su huerto y en 1999 aprobó un proyecto para convertir este espacio verde en unos jardines públicos y abrirlos al público. El Ayuntamiento adjudicó en 2002 la primera fase de las obras para la remodelación de los jardines, en la que se realizaron catas arqueológicas entre 2003 y 2004 que volvieron a mostrar evidencias de la existencia de un barrio almohade, con un trazado más regular al previsto. Las obras concluyeron en diciembre de 2004 con un presupuesto de 252.000 euros.
En 2007 el Ayuntamiento adjudicó por casi 570.000 euros la segunda fase de obras que incluyó la creación de un estanque, la instalación de columpios infantiles y gimnasia para mayores, también en este último año han construido una chancha de baloncesto para los jóvenes; también gastaron en iluminación y nuevas especies vegetales. Los trabajaron concluyeron unos diez meses más tarde.
En junio de 2022 comenzaron las obras para unir la calle Capitulares, donde se encuentran el templo romano y el ayuntamiento, con los jardines de Orive, en un nuevo acceso con un presupuesto de 458.000 euros. Durante las obras se encontró una alberca del siglo IX, probablemente perteneciente a la almunia del emir Abdalá I de Córdoba (r. 888-912), además de una portada renacentista del siglo XVI cuyos tres vanos se cegaron en el siglo XIX al enajenarse el huerto. A pesar de que la inauguración fue el 17 de junio de 2023, la apertura al público se produjo el 21 de julio de ese año.

## Sala capitular de San Pablo
En los jardines se encuentra la antigua sala capitular del convento de San Pablo. Se trata de una obra del siglo XVI, de Hernán Ruiz II, que quedó inconclusa. Su rehabilitación para ser convertida en sala de exposiciones comenzó en 2006 y concluyó dos años más tarde.